# 格利澤1093
格利泽1093是一顆位於雙子座附近的紅矮星，距離地球25.2光年。